# T–70
A T–70 szovjet könnyű harckocsi a második világháború idejéből. A Gorkiji Autógyárban tervezték a T–60 felváltására, 1942-ben rendszeresítették a Vörös Hadseregben. 1943-ban jelent meg a továbbfejlesztett változata, a T–80 könnyű harckocsi. A T–70 alapján hozták létre a SZU–76 önjáró löveget. T–90 típusjelzéssel önjáró légvédelmi löveget is kifejlesztettek belőle, ez azonban csak prototípus maradt.

## Tervezés
A T–60 már megjelenése pillanatában sem volt modern harckocsi. Páncélzata vékony volt, fegyverzete meg csupán egy 20 mm-es TNS ágyúból és egy 7,62 mm-es DT géppuskából állt. Továbbfejlesztését N. A. Asztrov tervezőgárdája végezte. Tervezési céljuk, hogy a T–60-nál mozgékonyabb, erősebb védettségű és fegyverzetű harckocsit állítsanak elő. Az alvázat megtartották, de oldalanként egy további futógörgővel egészítették ki, így az új típusnak már 5 futógörgője volt. A meghajtókereket áthelyezték előre. Fegyverzetét is továbbfejlesztették, az új harckocsiágyú a 45 mm-es löveg lett. A páncélzatot vastagabbra cserélték, a legvédettebb részen 60 mm-es volt a páncéllemez. Ez megnövelte a harckocsi össztömegét 9200 kg-ra. A T–70-be a T–60-hoz is alkalmazott Gaz–202 motor továbbfejlesztett változatából egyszerre kettőt építettek be, amelyek külön hajtották a lánctalpakat. Mindkét motor 70 LE teljesítménnyel rendelkezett, de ezzel sem érték el a T–60-as mozgékonyságát. A termelést 1942 márciusában kezdték meg a GAZ gyárában. A gyártást 1943 augusztusában állították le. Ez alatt az idő alatt 8226 darab készült el belőle.
Két változatban építették, az 1942-es és az 1943-as változat különbözik egymástól. Az 1943-as változat tornya hátul kerekebb lett, valamint két darab, erősebb GAZ–203-as motort kapott. Ezek darabonként 85 LE teljesítményűek voltak. Az 1943-as változatból 800 darab készült el. A személyzet változatlan maradt a T–60-hoz képest. A T–70 sorozat járművei is két kezelővel üzemeltek, akik a harckocsivezető és a harckocsiparancsnokok voltak. A parancsnok egyben töltőkezelő és irányzó is volt, ő kezelte a löveget, valamint lövészként a géppuskát, sőt ő forgatta a tornyot is. Ez jelentősen rontotta a típus harcértékét.

## Szolgálatban
M. Je. Katukov vezérőrnagy, aki korábban a T–60-ast is erősen becsmérelte, így nyilatkozott a T–70-ről: „Semmi különlegeset nem nyújtott számunkra”. A T–70 sem teljesített jól a harcokban, mivel a löveget hiába cserélték ki 45 mm-esre, a német páncélosokkal szemben kevésnek bizonyult a páncéltörő képessége. A páncélzatát is hiába növelték meg, továbbra is csak a kis kaliberű lövegek és a páncéltörő puskák tűzerejét állta ki. A típus legfontosabb bevetésére 1943 júliusában a kurszki csatában került sor. Július 12-én a szovjet 5. gárda-harckocsihadsereg és a német II. SS- és III. páncéloshadtestek Prohorovkánál csaptak össze 32 km szélességű harcvonalon. 870 szovjet és 429 német harckocsi vett részt a csatában. A szovjet harckocsik között 261 darab T–70-es szolgált.
Július 12-én a 31. harckocsidandár betört a Leibstandarte SS Adolf Hitler páncéloshadosztály hátsó vonalába. Az LSSAH egyik történetírója így emlékezik az esetre: „…a megmaradt három páncélos …10-30 m távolságból nyitott tüzet az oroszokra. Minden lövés talált, az oroszok ugyanis a füsttől és a portól nem látták, hogy német páncélosok tartanak ugyanabba az irányba. Már 19 orosz harckocsi lángolt a csatatéren, amikor az Abteilung először tüzet nyitott …a majdnem közelharcnak számító, három órás csata során 62 darab T–70 és T–34-es harckocsit semmisítettek meg.”
Egyes történészek szerint a szovjet veszteség kevesebb volt, mint amennyit a történetíró állított. Mindenesetre A T–70-esek katasztrofális veszteségeket szenvedtek a kurszki ütközetben eredményeik pedig jelentéktelenek voltak. Visszavonták őket az első vonalbeli frontszolgálatból és főleg felderítő és járőrharckocsinak valamint szállítmánykísérő és törzsvédelmi feladatokat bíztak rájuk.

## Típusváltozatok
- SZU–76: A T–70 alvázát használták fel az SZU–76 önjáró löveg megtervezéséhez. A hajótestet meghosszabbították, hogy képes legyen befogadni a 76,2 mm-es ZIS-3-as ágyút. Ennek a gyártását 1942 decemberében kezdték meg a gorkiji és a kirovi gyárakban.
- T–90: egy légvédelmi jármű, amely a T–70 alvázát használta. Fegyverzete 2 darab 12,7 mm-es DSK géppuska, amit nyitott toronyban helyeztek el. Nem gyártották sorozatban, mert a projektet 1943-ban leállították a ZSZU-37 javára, amit 37 mm-es gépágyúval szereltek fel.